# Тимеа Бабош
Тимеа Бабош (на унгарски: Tímea Babos) е унгарска тенисистка, родена на 10 май 1993 г. В кариерата си има 1 титла на сингъл и 3 на двойки от календара на WTA. Най-високото ѝ класиране в женската тенис ранглиста e 59-о място, постигнато на 20 август 2012 г.

## Финали на турнирите от WTA Тур

### Титли на сингъл (1)
| До 2009                  | От 2009                |
| ------------------------ | ---------------------- |
| Голям шлем (0)           |                        |
| Шампионат на WTA Тур (0) |                        |
| I категория (0)          | Задължителни висши (0) |
| II категория (0)         | Висши 5 (0)            |
| III категория (0)        | Висши (0)              |
| IV и V категория (0)     | Международни (1)       |

| финал № | дата             | турнир         | място    | настилка | съперничка на финала | резултат     |
| 1.      | 26 февруари 2012 | Монтерей Оупън | Монтерей | твърда   | Александра Каданцу   | 6 – 4, 6 – 4 |